# Clara Serrajordi Díaz
Clara Serrajordi Díaz (Llinars del Vallès, 7 de desembre de 2007) és una futbolista catalana que juga com a centrecampista al FC Barcelona B femení.
És internacional amb la selecció espanyola sub-17, amb la qual ha guanyat un europeu al 2024.